# Lucha Campesina II
Lucha Campesina II är en ort i Mexiko.   Den ligger i kommunen La Trinitaria och delstaten Chiapas, i den sydöstra delen av landet, 900 km sydost om huvudstaden Mexico City. Lucha Campesina II ligger 755 meter över havet och antalet invånare är 139.
Terrängen runt Lucha Campesina II är kuperad åt nordost, men åt sydväst är den platt. Runt Lucha Campesina II är det ganska glesbefolkat, med 42 invånare per kvadratkilometer. Närmaste större samhälle är La Trinitaria, 16,4 km norr om Lucha Campesina II. Omgivningarna runt Lucha Campesina II är en mosaik av jordbruksmark och naturlig växtlighet.